# Balard (stanice metra v Paříži)
Balard je konečná stanice pařížského metra na lince 8 v 15. obvodu v Paříži. Nachází se na náměstí Place Balard.

## Historie
Stanice byla otevřena 27. července 1937, když byl uveden do provozu nový úsek od stanice La Motte-Picquet – Grenelle. Během bombardování v roce 1943 bylo na stanici usmrceno několik osob.
Od 16. prosince 2006 je umožněn přestup na tramvajovou linku 3.

## Název
Stanice nese jméno francouzského chemika Antoina Jerôma Balarda (1802–1876), který v roce 1826 objevil brom, a po kterém bylo pojmenováno zdejší náměstí.
Název stanice byl během výstavbě Porte de Sèvres podle bývalé brány, která vedla do města Sèvres, ale při otevření byl název změněn.

## Zajímavosti v okolí
- Parc André Citroën